# Florida (bedrijf)

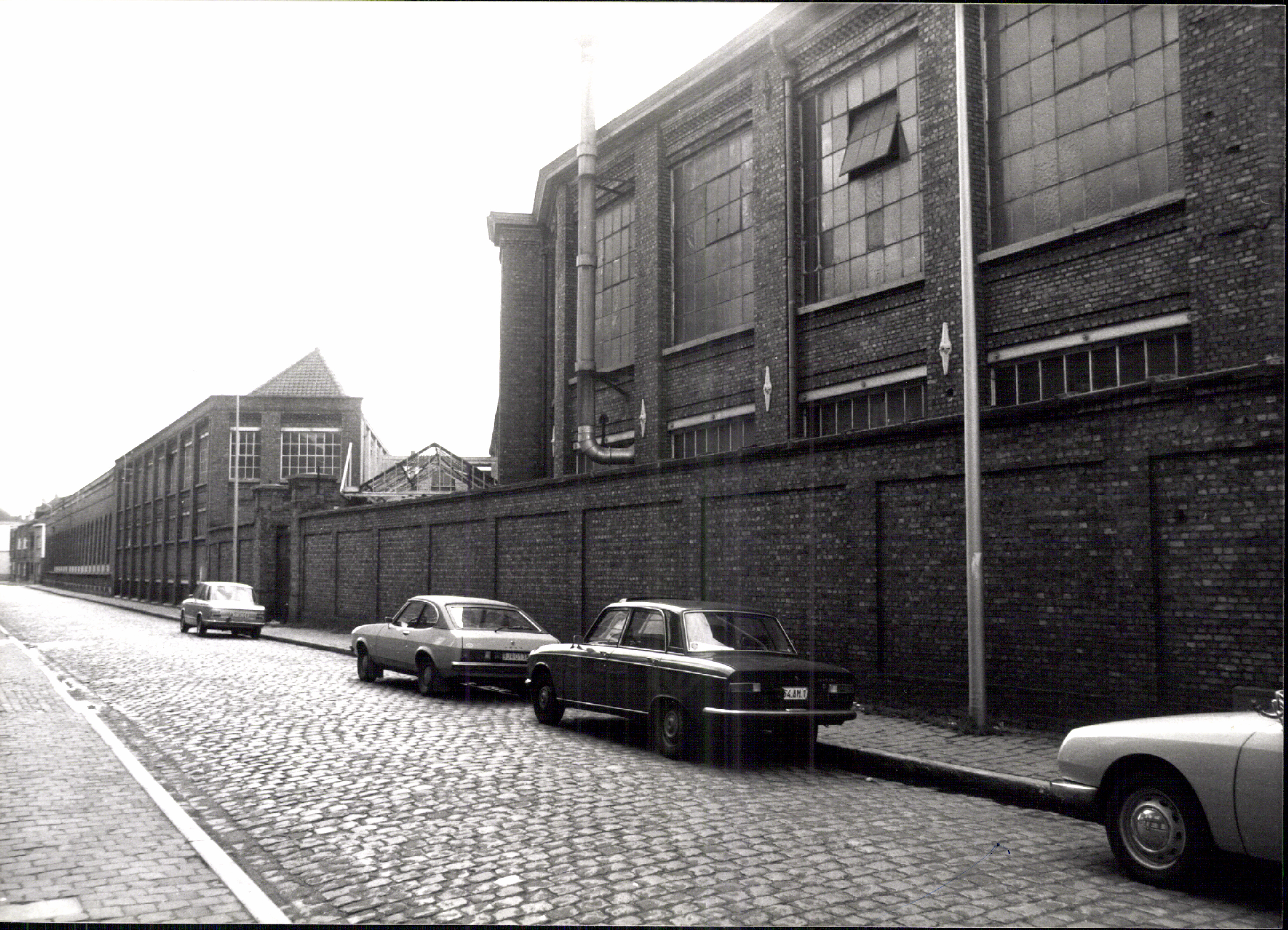
Katoenspinnerij Florida

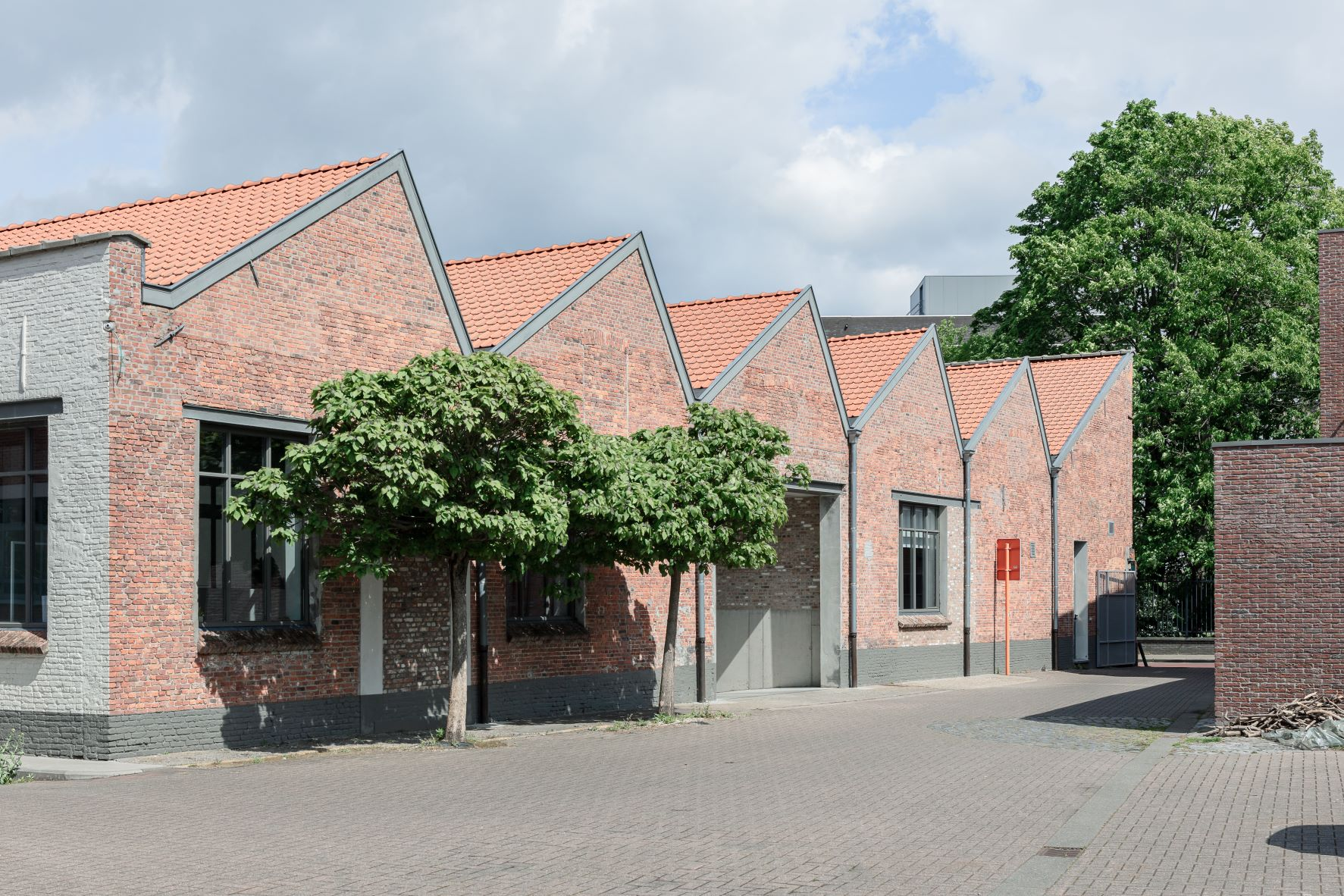
Buitenzicht van voormalige textielfabriek Florida in Gent

De N.V. Florida was een katoenspinnerij annex katoenweverij en -drukkerij te Gent, gelegen tussen de Molenaarstraat en de Opgeëistenlaan, met toegang aan de Molenaarstraat 111. Het bedrijf is vernoemd naar een van de toeleveringsgebieden voor ruwe katoen.

## Geschiedenis
Deze fabriek werd opgericht omstreeks 1823. Ze groeide uit twee reeds bestaande en tegenover elkaar gelegen katoenfabrieken, namelijk een katoendrukkerij van Ferdinand Lousbergs en een katoenspinnerij. Deze laatste werd omstreeks 1820 opgericht door Karel en Lodewijk De Hemptinne. Later werd de N.V. Florida vooral een katoenweverij. Ze behield ook een kleine spinnerij.
In 1851 en 1865 vonden bouwactiviteiten voor de weverij plaats: In 1878 stonden hier 508 weefgetouwen. Tussen 1894 en 1910 werden ook langs de Lieve nog gebouwen neergezet.
In 1873 werd het bedrijf een N.V.
In 1931 fuseerde de textielfabriek van Joseph de Hemptinne in Beke met de N.V. Florida. Deze fabriek moest al sluiten in 1934.
Ook de N.V. Florida moest sluiten, en wel in 1950. De gebouwen werden overgenomen door de Union Cotonnière (UCO), dat er het centrale magazijn en de technische diensten huisvestte. Een eigen technische dienst met een metaalatelier was voor UCO essentieel om de fabrieken, en dan vooral de machines erin, draaiende te houden.
In 1953 laat UCO een modern gebouw optrekken voor de burelen, op de plaats van het vroegere machine- en ketelhuis.

## Herbestemming
In de jaren 1990, nadat UCO de site verlaten heeft, worden de industriële gebouwen in verschillende kleinere delen verkocht aan een tiental eigenaars en investeerders. Ze kregen stukje bij beetje een nieuwe bestemming als lofts en kantoren.